# Travo
Travo é uma comuna italiana da região da Emília-Romanha, província de Piacenza, com cerca de 2.000 habitantes. Estende-se por uma área de 80 km², tendo uma densidade populacional de 25 hab/km². Faz fronteira com Bettola, Bobbio, Coli, Gazzola, Pecorara, Piozzano, Rivergaro, Vigolzone.

## Demografia
| Variação demográfica do município entre 1861 e 2011                               |
|                                                                                   |
| Fonte: Istituto Nazionale di Statistica (ISTAT) - Elaboração gráfica da Wikipedia |